# Richard Glover (poète)
Pour les articles homonymes, voir Richard Glover et Glover.
Richard Glover est un poète anglais né à Londres en 1712 et mort en 1785. 

## Biographie
Son père, qui était marchand et qui le destinait au commerce, ne lui fit donner qu’une éducation médiocre ; mais Richard y suppléa à force de travail, et devint même un des plus habiles hellénistes de son temps. 
Au milieu des préoccupations de la vie commerciale, il composa un long poème, Léonidas (1734, in-4°), qui eut un succès de parti, mais qui est aujourd’hui oublié ; quelques tragédies ; une ballade patriotique, le Spectre de l'amiral Hosier (1740), sorte de cri de guerre contre l’Espagne, qui est encore populaire aujourd’hui, etc. 
Membre du Parlement dès 1761, il devint un des chefs de l’opposition libérale et montra une haute capacité pratique dans tous les débats où des questions de commerce étaient agitées. Outre les ouvrages précités, il a publié l’Athénaïde, épopée en trente chants (Londres, 1788, 3 vol.), qui est une suite à Léonidas, et qui fut publiée après sa mort ; Laudon, or the Progress of Commerce (Londres, 1739), poème ; Boadicca (1753), tragédie relative aux temps les plus reculés de l’histoire d’Angleterre ; elle eut douze représentations au théâtre de Drury-Lane ; Medea, tragédie avec chœurs (Londres, 1761), représentée sans succès en 1767.
Cet écrivain a laissé un journal de sa vie, qui a été publié sous le titre Memoirs of a celebrated literary and political character (Londres, 1814). Cet ouvrage a fait penser que Glover était l’auteur des célèbres lettres de Junius.